# Caroline Wuiet

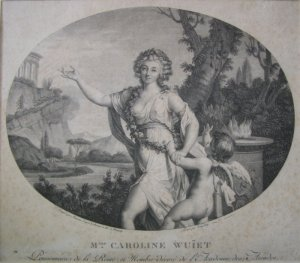
Mlle Caroline Wuïet. Pensionnaire de la Reine. Pastoraler Stich von François Antoine Romany.

Caroline Wuiet (auch: Vuiet, Vuïet, verheiratete Auffdiener, Pseudonym Donna Elidora; * 1766 in Rambouillet; † 1835 in Saint-Cloud) war eine französische Musikerin und Schriftstellerin.

## Biographie
Caroline Wuiet war die Tochter eines Organisten in Rambouillet, wo Ludwig XVI. eine Residenz besaß. Sie erhielt von früher Kindheit an eine fundierte musikalische Ausbildung. Dabei zeigte sie großes Talent und erregte als Wunderkind Aufmerksamkeit. Durch ihre Begabung nahm auch Königin Marie-Antoinette Notiz von ihr und finanzierte ihre weitere Ausbildung. In Folge wurde Wuiet von Pierre Augustin Caron de Beaumarchais und Charles-Albert Demonsiter in Literatur, von Jean-Baptiste Greuze in Malerei und von André-Ernest-Modeste Grétry in Musik unterrichtet. Wuiets Opéra-comique L'heureuse erreur, eine Fortsetzung von Grétys L’épreuve villageoise, für die sie auch das Libretto geschrieben hatte, wurde 1786 an der Comédie-Italienne geprobt. Das Werk kam dort jedoch nicht zur Aufführung, sondern feierte seine Premiere im Théâtre Beaujolais. In Folge der Französischen Revolution musste Wuiet aufgrund ihrer Verbindung zur königlichen Familie nach Holland und später nach England fliehen, wo sie als Klavierlehrerin ihren Lebensunterhalt bestritt. In der Zeit des Direktoriums kehrte sie nach Paris zurück, wo sie schnell wieder Zugang zu musikalischen und literarischen Kreisen fand und Kompositionen wie auch Prosa veröffentlichte.
1807 heiratete Caroline Wuiet Joseph (José) Auffdiener und ging mit diesem nach Lissabon, wo er als Infanterie-Hauptmann und Ingenieur für Straßen- und Brückenbau tätig war. Sie wirkte dort unter dem Pseudonym Donna Elidora. Im Zuge der Französischen Invasion in Spanien kehrte Wuiet nach Paris zurück, wo sie weiterhin künstlerisch tätig war. Ihre letzten Lebensjahre verbrachte sie geistig umnachtet in Saint-Cloud nahe Paris.

## Werkauswahl

### Musikalische Werke
- Ouverture de l’Amore soldato (arrangée pour le clavecin ou le forte-piano avec un violon obligé) (1779)[3]
- Finale de la Caravane (arrangée pour le clavecin où le forte piano, avec accompagnement de violon). (1784)[3]
- Trois sonates pour clavecin avec violon et basse (1785)[1]
- L’heureuse erreur, Opéra comique (1786)[3]

- Ouverture de l’Heureux stratagème, Opéra comique (arrangée par l’auteur pour le piano-forte avec accompagnement de violon al libitum) (1786)[3]
- Potpourri pour le Clavecin (1792)[1]
- VI Romances de Phenix, avec accompagnement de Harpe ou Clavecin (1798)[1]
- Ouverture de l’Heureux stratagème, Opéra-comique (arrangée par l’Auteur pour le piano-forte, avec accompagnement de violon ad libitum)[3]
- Ouverture du mari indolent[3]

### Literarische Werke
- Sophie, comédie en un acte, et en prose (1787)[3]
- Ésope au bal de l’Opéra, ou Tout Paris en miniature. (1802)[3]
- Mémoires de Babiole, ou la Lanterne magique anglaise (1803)[3]
- Le couvent de Sainte Catherine, ou Les mœurs du XIIIe. siècle (1810)[3]